# March of the Dogs
March of the Dogs сингл з студійного альбому Sum 41, Underclass Hero. Випущений в iTunes 17 квітня 2007.

## Пісня
March of the Dogs це пісня має текст, політичного спрямування. Про це свідчать такі рядки: 
I don’t believe in the politics
Of chosen fools and hypocrites
Пісня також є поверненням до звучання групи  в альбомах Half Hour of Power та All Killer No Filler. Також пісня подібна на The Hell Song, з альбому Does This Look Infected?. March of the Dogs з текстової точки зору, є більш зрілим в порівнянні з першими альбомами.

Назва пісні дуже схожа на пісню Nine Inch Nails, March of the Pigs.

## Суперечки
Після його опублікування, стало зрозуміло особу критики. Вступ звучить так: 
Ladies and gentlemen of the underclass
The president of the United States of America is dead.
Це викликало запеклу полеміку прихильників Джорджа Буша . У відповідь на це лідер гурту Деррік Уіблі сказав:
Цей вірш є метафорою для Буша, який є настільки неефективним і некомпетентним президентом, [...] Це найгірший спосіб, яким я міг придумати, щоб описати, як поганий з нього лідер.— Deryck Whibley, That line is a metaphor for how Bush is so ineffectual and incompetent as a president, [...]It's the worst way I could think of to describe how bad he is as a leader.
4 травня 2007 року, Дерік випустив офіційну заяву, щоб прояснити це питання, в тому числі в статті в Rolling Stone. Статтю можна прочитати на MySpace групи.